# Litoria

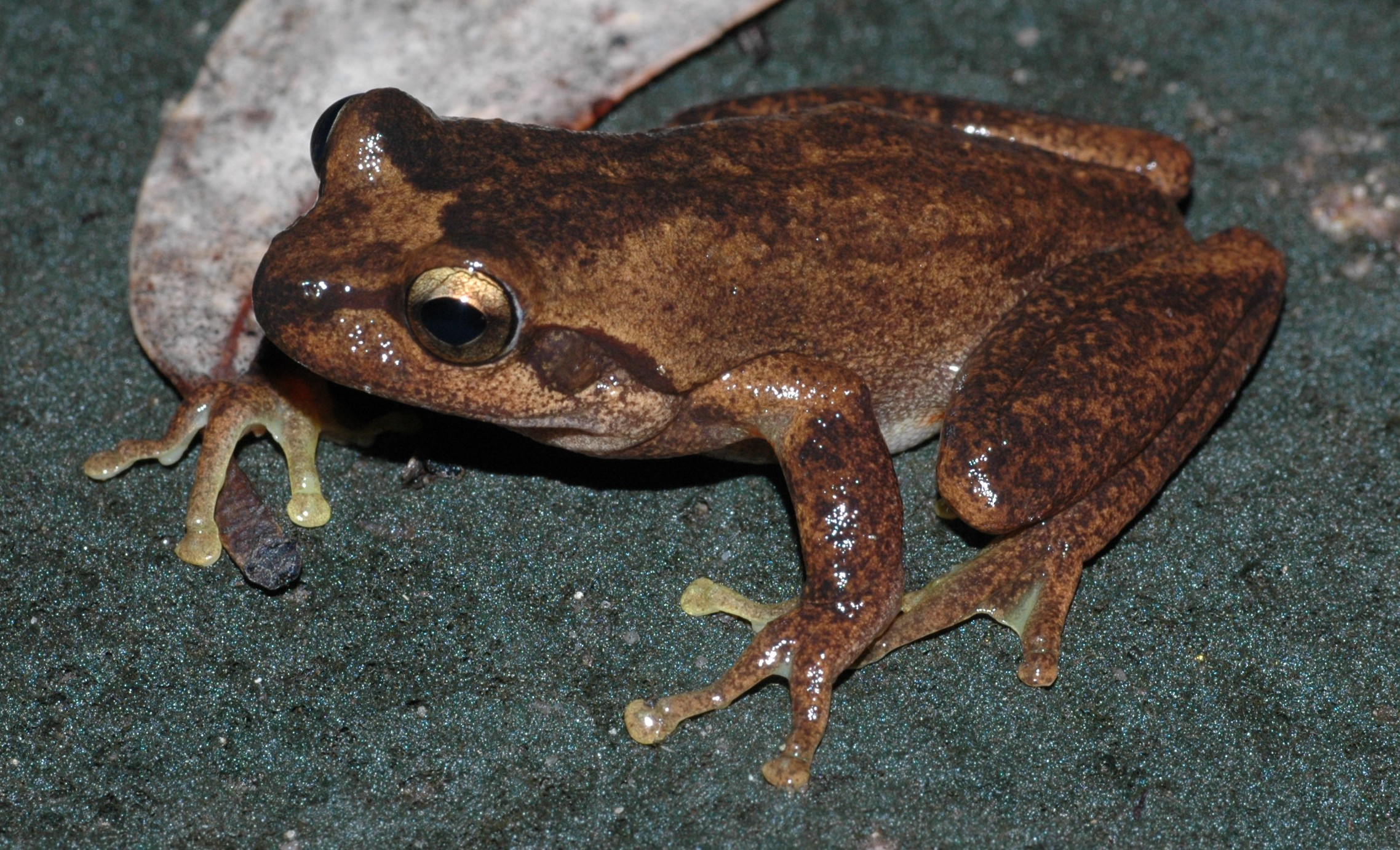
L. littlejohni

Litoria – rodzaj płazów bezogonowych z podrodziny Pelodryadinae w obrębie rodziny rzekotkowatych (Hylidae). 

## Zasięg występowania
Rodzaj obejmuje gatunki występujące na Nowej Gwinei, Molukach, Małych Wyspach Sundajskich, Timorze, Archipelagu Bismarcka, Wyspach Salomona i w Australii (włącznie z Tasmanią); introdukowane na Nowej Kaledonii, Guam i w Nowej Zelandii.

## Systematyka
Rodzaj zdefiniował w 1838 roku szwajcarski przyrodnik i odkrywca Johann Jakob von Tschudi w publikacji własnego autorstwa poświęconej klasyfikacji płazów bezogonowych z uwzględnieniem zwierząt kopalnych. Gatunkiem typowym jest (oznaczenie monotypowe) L. freycineti.

### Etymologia
- Litoria: etymologia nieznana, Tschudi nie wyjaśnił pochodzenia nazwy rodzajowej[1]; Duméril i Bibron sugerowali, że nazwa ta być może pochodzi od gr. λιθος lithos ‘kamień’ lub łac. litus ‘brzeg morza, wybrzeże’[11].
- Lepthyla: gr. λεπτος leptos ‘delikatny, drobny’[12]; rodzaj Hyla Laurenti, 1768.
- Pelobius: gr. πηλος pēlos ‘glina, błoto’[13]; βιος bios ‘życie’[14]. Gatunek typowy (oryginalne oznaczenie): „Litoria freycineti A.M.C. Duméril & Bibron” (= Litoria freycineti Tschudi, 1838).
- Hylomantis: rodzaj Hyla Laurenti, 1768; gr. μαντις mantis, μαντεως manteōs ‘żaba drzewna’[15]. Gatunek typowy (oznaczenie monotypowe): Hylomantis fallax Peters, 1880.
- Drymomantis (Dryomantis): gr. δρυμος drumos ‘knieja, zagajnik’[16]; μαντις mantis, μαντεως manteōs ‘żaba drzewna’[15].
- Coggerdonia: Harold George Cogger („Hal” Cogger) (ur. 1935), australijski herpetolog[6]. Gatunek typowy (oryginalne oznaczenie): Hyla adelaidensis J.E. Gray, 1841.
- Colleeneremia: „honorujemy pannę Colleen Montgomery z Sydney w Nowej Południowej Walii (wcześniej RPA), doceniając jej zainteresowanie ochroną przyrody”[6]. Gatunek typowy (oryginalne oznaczenie): Hyla rubella J.E. Gray, 1842.
- Llewellynura: „honorujemy dr. Leightona Llewellyna, szefa Wildlife Research, Parków Narodowych Nowej Południowej Walii i Wildlife Service, w uznaniu jego poparcia dla wolności badań naukowych przez prywatnych badaczy”[7]. Gatunek typowy (oryginalne oznaczenie): Hyla dorsalis microbelos Cogger, 1966.
- Mahonabatrachus: Michael Joseph Mahony (ur. 1951), australijski biolog[7]. Gatunek typowy (oryginalne oznaczenie): Hyla meiriana Tyler, 1969.
- Pengilleyia: „honorujemy Davida Pengilleya z Darwin, w Terytorium Północnym, w uznaniu jego zainteresowania wpływem urbanizacji na herpetofaunę”[8]. Gatunek typowy (oryginalne oznaczenie): Litoria tyleri Martin, Watson, Gartside, Littlejohn & Loftus-Hills, 1979.
- Rawlinsonia: Peter Rawlinson (1943–1991), australijski biolog i ekolog[8]. Gatunek typowy (oryginalne oznaczenie): Hyla ewingi A.M.C. Duméril & Bibron, 1841.
- Saganura: Carl Edward Sagan (1934–1996), amerykański astronom i popularyzator nauki[8]. Gatunek typowy (oryginalne oznaczenie): Hyla burrowsi Scott, 1942.

### Podział systematyczny
Do rodzaju należą następujące gatunki:

- Litoria adelaidensis (Gray, 1841)
- Litoria albolabris (Wandolleck, 1911)
- Litoria amboinensis (Horst, 1883)
- Litoria amnicola Richards, Tjaturadi, Krey & Donnellan, 2021
- Litoria angiana (Boulenger, 1915)
- Litoria aplini Richards & Donnellan, 2020
- Litoria arfakiana (Peters & Doria, 1878)
- Litoria aurifera Anstis, Tyler, Roberts, Price & Doughty, 2010
- Litoria axillaris Doughty, 2011
- Litoria balatus Rowley, Mahony, Hines, Myers, Price, Shea & Donnellan, 2021
- Litoria becki (Loveridge, 1945)
- Litoria beryllinus Richards & Donnellan, 2023
- Litoria biakensis Günther, 2006
- Litoria bibonius Kraus & Allison, 2004
- Litoria bicolor (Gray, 1842)
- Litoria bulmeri (Tyler, 1968)
- Litoria burrowsi (Scott, 1942)
- Litoria calliscelis (Peters, 1874)
- Litoria capitula (Tyler, 1968)
- Litoria chloristona Menzies, Richards & Tyler, 2008
- Litoria chloronota (Boulenger, 1911)
- Litoria chrisdahli Richards, 2007
- Litoria christianbergmanni Günther, 2008
- Litoria congenita (Peters & Doria, 1878)
- Litoria contrastens (Tyler, 1968)
- Litoria cooloolensis Liem, 1974
- Litoria coplandi (Tyler, 1968)
- Litoria daraiensis Richards, Donnellan & Oliver, 2023
- Litoria darlingtoni (Loveridge, 1945)
- Litoria dentata (Keferstein, 1868)
- Litoria dorsalis Macleay, 1878
- Litoria dorsivena (Tyler, 1968)
- Litoria electrica Ingram & Corben, 1990
- Litoria eurynastes Menzies, Richards & Tyler, 2008
- Litoria everetti (Boulenger, 1897)
- Litoria ewingii (Duméril & Bibron, 1841)
- Litoria fallax (Peters, 1880)
- Litoria flavescens Kraus & Allison, 2004
- Litoria freycineti Tschudi, 1838
- Litoria gasconi Richards, Oliver, Krey & Tjaturadi, 2009
- Litoria gracilis Richards, Donnellan & Oliver, 2023
- Litoria haematogaster Richards, Donnellan & Oliver, 2023
- Litoria hastula Oliver, Iskandar & Richards, 2023
- Litoria havina Menzies, 1993
- Litoria hilli Hiaso & Richards, 2006
- Litoria humboldtorum Günther, 2006
- Litoria inermis (Peters, 1867)
- Litoria iris (Tyler, 1962)
- Litoria jervisiensis (ADuméril & Bibron, 1841)
- Litoria lakekamu Richards & Bickford, 2023
- Litoria latopalmata Günther, 1867
- Litoria leucova (Tyler, 1968)
- Litoria lisae Richards, Donnellan & Oliver, 2023
- Litoria littlejohni White, Whitford & Mahony, 1994
- Litoria lodesdema Menzies, Richards & Tyler, 2008
- Litoria longicrus (Boulenger, 1911)
- Litoria longirostris Tyler & Davies, 1977
- Litoria majikthise Johnston & Richards, 1994
- Litoria mareku Günther, 2008
- Litoria megalops Richards & Iskandar, 2006
- Litoria meiriana (Tyler, 1969)
- Litoria microbelos (Cogger, 1966) – australorzekotka miniaturowa[17]
- Litoria micromembrana (Tyler, 1963)
- Litoria modica (Tyler, 1968)
- Litoria mucro Menzies, 1993
- Litoria multiplica (Tyler, 1964)
- Litoria mystax (Van Kampen, 1906)
- Litoria naispela Richards, Donnellan & Oliver, 2023
- Litoria nasuta (J.E. Gray, 1842)
- Litoria nigrofrenata (Günther, 1867)
- Litoria nigropunctata (Meyer, 1875)
- Litoria oenicolen Menzies & Zweifel, 1974
- Litoria ollauro Menzies, 1993
- Litoria olongburensis Liem & Ingram, 1977
- Litoria pallida Davies, Martin & Watson, 1983
- Litoria paraewingi Watson, Loftus-Hills & Littlejohn, 1971
- Litoria peronii (Tschudi, 1838) – australorzekotka srebrnooka[18]
- Litoria personata Tyler, Davies & Martin, 1978
- Litoria pinocchio Oliver, Günther, Mumpuni & Richards, 2019
- Litoria pratti (Boulenger, 1911)
- Litoria pronimia Menzies, 1993
- Litoria prora (Menzies, 1969)
- Litoria pygmaea (Meyer, 1875)
- Litoria quadrilineata Tyler & Parker, 1974
- Litoria quiritatus Rowley, Mahony, Hines, Myers, Price, Shea & Donnellan, 2021
- Litoria revelata Ingram, Corben & Hosmer, 1982
- Litoria richardsi Dennis & Cunningham, 2006
- Litoria ridibunda Donnellan, Catullo, Rowley, Doughty, Price, Hines & Richards, 2023
- Litoria rivicola (Günther & Richards, 2005)
- Litoria rothii (De Vis, 1884) – australorzekotka czerwonooka[18]
- Litoria rubella (Gray, 1842)
- Litoria rubrops Kraus & Allison, 2004
- Litoria scabra Günther & Richards, 2005
- Litoria sibilus Parkin, Rowley, Elliott-Tate, Mahony, Sumner, Melville & Donnellan, 2024
- Litoria singadanae Richards, 2005
- Litoria spaldingi (Hosmer, 1964)
- Litoria spartacus Richards & Oliver, 2006
- Litoria spectabilis Richards & Donnellan, 2023
- Litoria staccato Doughty & Anstis, 2007
- Litoria timida Tyler & Parker, 1972
- Litoria tornieri (Nieden, 1923)
- Litoria tyleri Martin, Watson, Gartside, Littlejohn & Loftus-Hills, 1979
- Litoria umarensis Günther, 2004
- Litoria umbonata Tyler & Davies, 1983
- Litoria verae Günther, 2004
- Litoria verreauxii (Duméril, 1853)
- Litoria viranula Menzies, Richards & Tyler, 2008
- Litoria vivissimia Oliver, Richards & Donnellan, 2019
- Litoria vocivincens Menzies, 1972
- Litoria wapogaensis Richards & Iskandar, 2001
- Litoria watjulumensis (Copland, 1957)
- Litoria watsoni Mahony, Moses, Mahony, Lemckert & Donnellan, 2020
- Litoria wisselensis (Tyler, 1968)
- Litoria wollastoni (Boulenger, 1914)